# Déraillement du Hazara Express de 2023
Le déraillement du Hazara Express de 2023 s'est produit le 6 août 2023 lorsque 10 wagons du Hazara Express (en) ont déraillé à Sarhari (en), près de Nawabshah dans la province pakistanaise du Sind. Au moins 30 personnes sont tuées et plus de 200 autres blessées.
Le 10 août 2023, moins d'une semaine après l'accident, un nouveau déraillement s'est produit près de Nawabshah, impliquant cette fois deux wagons de marchandises. 